# Сульфид рения(IV)
Сульфид рения(IV) — неорганическое соединение, соль металла рения и сероводородной кислоты с формулой ReS2,
чёрные кристаллы, не растворимые в воде.
Природный дисульфид рения — рениит был открыт в 1992 году у вулкана Кудрявый на Курильском острове Итуруп. Известен в активных фумаролах вулкана, при температуре 300—870 °C.

## Получение
- Реакция чистых веществ:

{\displaystyle {\mathsf {Re+2S\ {\xrightarrow {1000^{o}C}}\ ReS_{2}}}}
- Разложение при нагревании сульфида рения(VII) в инертной атмосфере:

{\displaystyle {\mathsf {Re_{2}S_{7}\ {\xrightarrow {250^{o}C}}\ 2ReS_{2}+3S}}}
- Восстановление сульфида рения(VII) в токе водорода уже при комнатной температуре:

{\displaystyle {\mathsf {Re_{2}S_{7}+3H_{2}\ {\xrightarrow {}}\ 2ReS_{2}+3H_{2}S\uparrow }}}
- Нагревание оксида рения(II) или оксида рения(III) в атмосфере сероводорода:

{\displaystyle {\mathsf {ReO_{2}+2H_{2}S\ {\xrightarrow {t}}\ ReS_{2}+2H_{2}O}}}
- Сплавление перрената калия с серой и карбонатом натрия.

## Физические свойства
Сульфид рения(IV) образует чёрные кристаллы
гексагональной сингонии,
параметры ячейки a = 0,314 нм, c = 1,22 нм, Z = 2. Способностью  формировать кристаллическую фазу он существенно отличается от других сульфидов рения, являющихся рентгеноаморфными.
Не растворяется в воде.

## Химические свойства
- Окисляется при нагревании на воздухе:

{\displaystyle {\mathsf {4ReS_{2}+15O_{2}\ {\xrightarrow {600^{o}C}}\ 2Re_{2}O_{7}+8SO_{2}}}}
- При нагревании без доступа воздуха до 1000 °C разлагается:

{\displaystyle {\mathsf {ReS_{2}\ {\xrightarrow {1000^{o}C}}\ Re+2S}}}
- Восстанавливается водородом:

{\displaystyle {\mathsf {ReS_{2}+2H_{2}\ {\xrightarrow {1000^{o}C}}\ Re+2H_{2}S}}}
- Горячей азотной кислотой окисляется до рениевой кислоты.